# Sabine Schöffmann
Sabine Schöffmann (ur. 28 lipca 1992 w Wolfsbergu) – austriacka snowboardzistka, czterokrotna medalistka mistrzostw świata juniorów.
W 2023 roku wywałczyła brązowy medal w slalomie równoległym w gruzińskim Bakuriani, przegrywając jedynie z dwiema szwajcarkami Julie Zogg i Ladiną Jenny.

## Kariera
Po raz pierwszy na arenie międzynarodowej pojawiła się 1 grudnia 2007 roku w Kühtai, gdzie w zawodach FIS Race zajęła dziesiąte miejsce w slalomie równoległym. W 2008 roku wystąpiła na mistrzostwach świata juniorów w Valmalenco, gdzie była ósma w slalomie równoległym i snowcrossie oraz jedenasta w gigancie równoległym. Na rozgrywanych rok później mistrzostwach świata juniorów w  Nagano zwyciężyła w gigancie, a w slalomie była trzecia. Ponadto podczas MŚJ w Cardronie (2010) zdobyła złoto w slalomie, a na MŚJ w Valmalenco (2011) ponownie była trzecia w slalomie.
W zawodach Pucharu Świata zadebiutowała 10 stycznia 2009 roku w Bad Gastein, zajmując 24. miejsce w snowcrossie. Tym samym już w swoim debiucie wywalczyła pierwsze pucharowe punkty. Na podium zawodów tego cyklu po raz pierwszy stanęła 18 grudnia 2014 roku w Montafon, kończąc slalom równoległy na pierwszej pozycji. W zawodach tych wyprzedziła Niemkę Amelie Kober i Rosjankę Alonę Zawarziną. Najlepsze wyniki osiągnęła w sezonie 2014/2015, kiedy to była trzecia w klasyfikacji generalnej PAR, a w klasyfikacji PSL zajęła czwarte miejsce. Czwarta była też w sezonie 2016/2017, zajmując jednocześnie trzecie miejsce w klasyfikacji PSL.
W 2013 roku wystartowała na mistrzostwach świata w Stoneham, gdzie zajęła 12. miejsce w slalomie równoległym. Taki sam wynik w gigancie uzyskała podczas rozgrywanych dwa lata później mistrzostw świata w Kreischbergu. Najlepsze wyniki osiągnęła na mistrzostwach świata w Park City w 2019 roku, gdzie była siódma w slalomie oraz ósma w gigancie. Nie startowała na igrzyskach olimpijskich.

## Osiągnięcia

### Mistrzostwa świata
| Miejsce | Dzień       | Rok  | Miejscowość   | Konkurencja                 | Zwyciężczyni              |
| ------- | ----------- | ---- | ------------- | --------------------------- | ------------------------- |
| 12.     | 27 stycznia | 2013 | Stoneham      | Slalom równoległy           | Jekatierina Tudiegieszewa |
| 14.     | 22 stycznia | 2015 | Kreischberg   | Slalom równoległy           | Ester Ledecká             |
| 12.     | 23 stycznia | 2015 | Kreischberg   | Gigant równoległy           | Claudia Riegler           |
| 10.     | 15 marca    | 2017 | Sierra Nevada | Slalom równoległy           | Daniela Ulbing            |
| 12.     | 16 marca    | 2017 | Sierra Nevada | Gigant równoległy           | Ester Ledecká             |
| 8.      | 4 lutego    | 2019 | Park City     | Gigant równoległy           | Selina Jörg               |
| 7.      | 5 lutego    | 2019 | Park City     | Slalom równoległy           | Julie Zogg                |
| 10.     | 1 marca     | 2021 | Rogla         | Gigant równoległy           | Selina Jörg               |
| 16.     | 2 marca     | 2021 | Rogla         | Slalom równoległy           | Sofija Nadyrszyna         |
| 8.      | 19 lutego   | 2023 | Bakuriani     | Gigant równoległy           | Tsubaki Miki              |
| 3.      | 21 lutego   | 2023 | Bakuriani     | Slalom równoległy           | Julie Zogg                |
| 2.      | 22 lutego   | 2023 | Bakuriani     | Slalom równoległy drużynowo | Włochy 2                  |

### Puchar Świata

#### Miejsca w klasyfikacji generalnej
- sezon 2008/2009: 60.
- sezon 2009/2010: 77.
- sezon 2010/2011: 25.
- sezon 2011/2012: 16.
- sezon 2012/2013: 20.
- sezon 2013/2014: 18.
- sezon 2014/2015: 4.
- sezon 2015/2016: 10.
- sezon 2016/2017: 4.
- sezon 2017/2018: 7.
- sezon 2018/2019: 3.
- sezon 2019/2020: 11.
- sezon 2020/2021: 9.
- sezon 2021/2022: 7.

#### Miejsca na podium w zawodach
1. Montafon – 18 grudnia 2014 (slalom równoległy) – 1. miejsce
2. Asahikawa – 1 marca 2015 (slalom równoległy) – 2. miejsce
3. Bad Gastein – 8 stycznia 2016 (slalom równoległy) – 3. miejsce
4. Kayseri – 27 lutego 2016 (gigant równoległy) – 2. miejsce
5. Bad Gastein – 10 stycznia 2017 (slalom równoległy) – 3. miejsce
6. Winterberg – 18 marca 2017 (slalom równoległy) – 1. miejsce
7. Cortina d’Ampezzo – 16 grudnia 2017 (slalom równoległy) – 1. miejsce
8. Rogla – 21 stycznia 2018 (gigant równoległy) – 2. miejsce
9. Cortina d’Ampezzo – 15 grudnia 2018 (gigant równoległy) – 3. miejsce
10. Bad Gastein – 8 stycznia 2019 (slalom równoległy) – 3. miejsce
11. Moskwa – 26 stycznia 2019 (slalom równoległy) – 2. miejsce
12. Pjongczang – 16 lutego 2019 (gigant równoległy) – 3. miejsce
13. Pjongczang – 17 lutego 2019 (gigant równoległy) – 2. miejsce
14. Bannoje – 6 lutego 2021 (gigant równoległy) – 3. miejsce
15. Scuol – 8 stycznia 2022 (gigant równoległy) – 1. miejsce